# 森雄基
森 雄基（もり ゆうき、1985年7月5日 - ）は、日本の元ラグビー選手。

## プロフィール
- 大阪府大東市出身。
- 現役時代のポジションはフッカー(HO)。
- 身長 180cm、体重 105kg
- ニックネームはボブ。

## 略歴
小学6年生からラグビーを始めた。
2004年、啓光学園高校卒業後、大東文化大学に入学する。なお啓光学園高校時代、第27回高校東西対抗試合に西軍で出場した。
2007年、大東文化大学ラグビー部の主将に就任した。
2008年、大東文化大学卒業後、リコーブラックラムズ(現・リコーブラックラムズ東京)に加入。同年10月18日に行われたトップイースト11第5節の栗田工業ウォーターガッシュ戦に途中出場で公式戦初出場を果たす。
2023年、現役を引退した。